# Берниса јача од смрти
„Берниса, јача од смрти” је југословенски кратки хорор филм из 1990. године. Режирао га је Динко Туцаковић који је написао и сценарио.

## Улоге
| Глумац            | Улога        |
| ----------------- | ------------ |
| Драган Максимовић | Бернисин муж |
| Бојана Маљевић    | Берниса      |